# Inanidrilus reginae
Inanidrilus reginae är en ringmaskart som beskrevs av Erséus 1990. Inanidrilus reginae ingår i släktet Inanidrilus och familjen glattmaskar. Inga underarter finns listade i Catalogue of Life.